# Tableau des opérations financières
Le tableau des opérations financières réunit l'ensemble des statistiques financières relatives aux secteurs institutionnels et permet d'analyser les aspects financier de l'économie en retraçant les opérations financières des agents économiques.